# Ciorești, Nisporeni
Ciorești este satul de reședință al comunei cu același nume  din raionul Nisporeni, Republica Moldova. Are o suprafață de circa 2,99 kilometri pătrați, cu un perimetru de 12,05 km. Localitatea se află la distanța de 20 km de orașul Nisporeni și la 65 km de Chișinău. Satul Ciorești a fost menționat documentar în anul 1545.

## Istorie
Pentru prima dată satul Ciorești este atestat în documentele oficiale în anul 1545, într-un hrisov ce delimita hotarele Mănăstirii Căpriana:
„7053 <1545>. Suret di pe uricul sârbesc a domnului Petru voievod.

Hotarul sfinții mănăstiri Căprieni din hotarnica să începi hotarul de la Iasnovăț, este piatra dinspre răsărit și alta împotriva, ce este piste Iasnovăț, dispre amiaza-zi, să hotărăști cu Mimorănii și să coboară dincoaci, în Vale lui Coste și să suia drept la deal, în spre răsărit și este piatra în muche și purcede înspre miaza-noapti, pin vărsătura apei, pin mijlocul poienilor și să hotărăști cu locul Trușanilor și este piatră. Par aice au mersu tot împreuna cu a Mimorănilor hotar.

...

... și mergi și treci prin mijlocul codrului și se coboară la Lacul Negru peste vale Ciorăștilor, pin poieni și se suie la deal, pi vale Noarbei ce iaste deasupra Ciorăștilor, par diasupra Răcătaului mergi pin dumbravă, spre Bâcovăț și se împreună cu Corneștii, iaste piatră în drum. Și treci piste Bâcovăț, în ținutul Lăpușnă,...”